# 裝置指紋
裝置指紋（或设备指纹、机器指纹）是以识别目的而收集的设备软硬件信息。 

## 形式
不同场景对其称呼不同，可有數位指紋、瀏覽器指紋、機器指紋等，是遠端網站在裝置（電腦、手機、平板、甚至智慧家電）連接時收集並累積的資訊。
即使在浏览器中无法读取或存储持久cookie、隐藏用户端IP地址或切换到同一设备的另一種浏览器时，设备指纹也可用于完全或部分识别单部设备。
信息通常用哈希算法同化为简短的标识符。 

### 浏览器指纹
浏览器指纹是通过与设备的网络浏览器交互而专门收集的信息。

## 应用
- 推送量身訂做的促銷廣告，在適當時候自動提供解決問題的建議等，如預找停車位或醫院。
- 治安機關近年來已發展到可以根據長期的網站瀏覽資訊來預測某使用者是否即將犯罪，而預先阻止。[1][2][3]

## 争议
- 不法份子可能收集當事人不欲人知的網路活動資訊來恐嚇威脅被害人。
- 在不尊重人權的國家，政府可利用此技術來識別反政府人士的真實身分和位置，進而監視或逮捕。